# Вулиця Насінна
Вулиця Насінна — вулиця у Залізничному районі міста Львова, в місцевості Скнилівок. Вулиця розділена на дві частини висотною забудовою вулиці Любінської: одна частина починається від вулиці Ластів'ячої та закінчується глухим кутом, інша сполучає вулиці Ластів'ячу та Олени Кульчицької.

## Історія
Вулиця виникла на початку XX століття у складі передміського селища Скнилівок, як бічна Любінської дороги (нинішня вулиця Любінська). Після приєднання селища міста у 1952 році, вулиці колишнього селища були перейменовані або ж новоутвореним вулицям надавалися певні назви. Так, у 1958 році вулиця отримала сучасну назву Насінна.

## Забудова
Вся забудова вулиці Насінної розташована вздовж невеличкої ділянки, що починається від вулиці Ластів'ячої та закінчується глухим кутом. Тут представлено одноповерховий конструктивізм 1930-х років, нові індивідуальні забудови. На розі з вулицею Ластів'ячою, під № 3, зберігся одноповерховий житловий будинок з мансардою, зведений у 1930-х роках у стилі польського конструктивізму. У 2017—2018 роках ДК «Моя Країна» збудований комплекс таунхаузів «На Насінній». У складі комплексу п'ять двоповерхових будинків (№ 7а, 7б, 7в, 7г, 7д) з вбудованими індивідуальними гаражами та прибудинковою ділянкою до 0,3 соток. Територія обгороджена парканом висотою 1,5 метра з цегельними стінками.
По обидва боки ділянки вулиці Насінної між вулицями Ластів'ячою та Олени Кульчицької, розташована забудова приписана до сусідніх вулиць — Любінської та Симона Петлюри.